# Lercoul
Lercoul település Franciaországban, Ariège megyében. Lakosainak száma 14 fő (2022. január 1.). Lercoul Auzat, Illier-et-Laramade, Siguer, Val-de-Sos és Ordino közösség községekkel határos.

## Népesség
A település népességének változása:
| Lakosok száma | 8    | 19   | 21   | 34   | 25   | 26   | 22   | 16   | 15   | 14   |
|               | 1968 | 1982 | 1990 | 2006 | 2013 | 2015 | 2017 | 2019 | 2020 | 2022 |